# Balneario Iporá
Balneario Iporá ist eine Ortschaft in Uruguay.

## Geographie
Balneario Iporá befindet sich im nördlichen Landesteil Uruguays auf dem Gebiet des Departamento Tacuarembó in dessen Sektor 14. Der Ort liegt etwa sieben Kilometer nördlich der Departamento-Hauptstadt Tacuarembó und einige Kilometer östlich von Cerro de Pastoreo. Westlich ist der Cerro Lenguazo, in dessen Umgebung der Arroyo del Sauce, der Arroyo del Lenguazo und der Arroyo de los Bagres entspringen, nordöstlich sind der Cerro de la Balsa und der Cerro de la Guardia gelegen. Das nördlich sich erstreckende Gebiet trägt die Bezeichnung Sierra de las Tres Cruces, während nordwestlich die Cuchilla de la Casa de Piedra zu finden ist.

## Geschichte
Balneario Iporá wurde am 8. Dezember 1965 von Felipe Albornoz gegründet und 1978 von der Intendencia Municipal von Tacuarembó angekauft.

## Infrastruktur
Zwischen der Departamento-Hauptstadt und Balneario Iporá liegt der 600 ha große Parque Municipal Presidente Manuel Oribe. In der Umgebung befinden sich drei Seen. Einer davon ist der Lago de la Juventud.

## Einwohner
Beim Census 2011 betrug die Einwohnerzahl von Balneario Iporá 298, davon 152 männliche und 146 weibliche. Für die vorhergehenden Volkszählungen 1963, 1973 und 1985 sind beim Instituto Nacional de Estadística de Uruguay keine Daten erfasst worden.
| Jahr | Einwohner |
| ---- | --------- |
| 1963 | -         |
| 1975 | -         |
| 1985 | -         |
| 1996 | 102       |
| 2004 | 99        |
| 2011 | 298       |

Quelle: Instituto Nacional de Estadística de Uruguay